# Nati nel 1718
| Questa pagina contiene informazioni ricavate automaticamente dalle voci biografiche con l'ausilio del template Bio e di un bot. L'aggiornamento è periodico e automatico e ricostruisce completamente la pagina. Se manca una persona in questa lista, sei pregato di non aggiungerla, ma accertati piuttosto che la sua voce biografica contenga il template Bio e che i dati anagrafici siano correttamente compilati. Se il template Bio manca, inseriscilo tu stesso o, in alternativa, metti l'avviso {{tmp\|Bio}} che ne segnala la mancanza. Se i dati riportati sono sbagliati, correggi direttamente la voce biografica; le modifiche saranno visibili in questa lista entro pochi giorni. Per chiarimenti vedi il progetto biografie. La lista contiene solo le 111 persone che sono citate nell'enciclopedia e per le quali è stato implementato correttamente il template Bio. Pagina aggiornata al 2 lug 2025. |

## Gennaio(6)
- 2 gennaio - Francesco Martinez, architetto italiano († 1777)
- 5 gennaio - Pasquale Bruscolini, sopranista italiano († 1782)
- 6 gennaio - Giuseppe Camerata, pittore, incisore e miniaturista italiano († 1793)
- 7 gennaio - Israel Putnam, generale statunitense († 1790)
- 20 gennaio - Élie Fréron, giornalista e critico letterario francese († 1776)
- 31 gennaio - Domenico Schiavi, architetto italiano († 1795)

## Febbraio(4)
- 8 febbraio - Joseph-Marie Amiot, missionario francese († 1793)
- 13 febbraio - Charles Michel-Ange Challe, pittore, disegnatore e architetto francese († 1778)
- 18 febbraio - Søren Abildgaard, pittore danese († 1791)
- 18 febbraio - Maria Carlotta Antonia di Schleswig-Holstein-Sonderburg-Wiesenburg, nobildonna tedesca († 1765)

## Marzo(9)
- 3 marzo - Giuseppe Maria Sisto y Britto, vescovo cattolico italiano († 1796)
- 6 marzo - Guglielmo Enrico di Nassau-Saarbrücken, principe († 1768)
- 17 marzo - Joseph Adam von Mölk, pittore austriaco († 1794)
- 21 marzo - Friedrich August Krubsacius, architetto tedesco († 1789)
- 23 marzo - Benedetto Feroggio, architetto italiano († 1763)
- 24 marzo - Jean-Barthélemy Lany, ballerino e coreografo francese († 1786)
- 25 marzo - Adriano Cristofali, architetto e ingegnere italiano († 1788)
- 26 marzo - Georg Friedrich Meier, filosofo e teologo tedesco († 1777)
- 31 marzo - Marianna Vittoria di Borbone-Spagna, spagnola († 1781)

## Aprile(6)
- 7 aprile - Hugh Blair, teologo scozzese († 1800)
- 14 aprile - Emanuele Barbella, compositore e violinista italiano († 1777)
- 17 aprile - Adam František Kollár, storico, etnologo e bibliotecario slovacco († 1783)
- 22 aprile - Salvatore D'Aula, presbitero, letterato e filologo italiano († 1782)
- 26 aprile - Esek Hopkins, ammiraglio statunitense († 1802)
- 28 aprile - John Waldegrave, III conte Waldegrave, politico e generale inglese († 1784)

## Maggio(8)
- 4 maggio - Jean-Philippe Loys de Chéseaux, astronomo svizzero († 1751)
- 14 maggio - Mario Gioffredo, architetto, ingegnere e incisore italiano († 1785)
- 16 maggio - Maria Gaetana Agnesi, matematica, filosofa e teologa italiana († 1799)
- 21 maggio - Anton Maria Garbi, pittore italiano († 1797)
- 23 maggio - William Hunter, anatomista scozzese († 1783)
- 24 maggio - Giovanni Antonio Farina, profumiere italiano († 1787)
- 30 maggio - Wills Hill, I marchese del Downshire, politico britannico († 1793)
- 30 maggio - Jacob Christian Schäffer, botanico, micologo e zoologo tedesco († 1790)

## Giugno(5)
- 1º giugno - Eusebio da Veiga, gesuita, matematico e astronomo portoghese († 1798)
- 5 giugno - Thomas Chippendale, ebanista e designer inglese († 1779)
- 7 giugno - Marie-Catherine de Béthisy de Mézières, religiosa francese († 1794)
- 23 giugno - Emmanuel de Croÿ-Solre, generale francese († 1784)
- 23 giugno - Giacinto Sigismondo Gerdil, cardinale e vescovo cattolico italiano († 1802)

## Luglio(6)
- 5 luglio - Francis Seymour-Conway, I marchese di Hertford, nobile e politico britannico († 1794)
- 15 luglio - Alexander Roslin, pittore svedese († 1793)
- 18 luglio - Saverio Bettinelli, gesuita, scrittore e critico letterario italiano († 1808)
- 21 luglio - Baldassarre Lombardi, letterato, critico letterario e religioso italiano († 1802)
- 24 luglio - Giovanni Giuseppe Origlia Paolino, giurista, storico e filosofo italiano
- 31 luglio - John Canton, fisico britannico († 1772)

## Agosto(6)
- 2 agosto - Pedro Pablo Abarca de Bolea y Ximénez de Urrea, politico e generale spagnolo († 1798)
- 5 agosto - Tommaso Maria Ghilini, cardinale e arcivescovo cattolico italiano († 1787)
- 15 agosto - Carlo Giuseppe di Firmian, nobile e politico austriaco († 1782)
- 16 agosto - Jakob Emanuel Handmann, pittore svizzero († 1781)
- 17 agosto - Francis Willis, medico e presbitero britannico († 1807)
- 28 agosto - Claude-Henri Watelet, incisore, saggista e enciclopedista francese († 1786)

## Settembre(9)
- 1º settembre - Antoine Chézy, ingegnere e fisico francese († 1798)
- 8 settembre - Joseph Coulon de Villiers, militare francese († 1754)
- 15 settembre - François-Thomas-Marie de Baculard d'Arnaud, scrittore, poeta e drammaturgo francese († 1805)
- 18 settembre - Maria Anna d'Asburgo, nobile austriaca († 1744)
- 23 settembre - Joseph Philipp Franz von Spaur, vescovo cattolico austriaco († 1791)
- 24 settembre - Christian Georg Schütz, pittore e disegnatore tedesco († 1791)
- 25 settembre - Luigi Ernesto di Brunswick-Lüneburg († 1788)
- 25 settembre - Nicola Conforto, compositore italiano († 1793)
- 25 settembre - Martin Johann Schmidt, pittore austriaco († 1801)

## Ottobre(6)
- 2 ottobre - Elizabeth Montagu, letterata e mecenate inglese († 1800)
- 4 ottobre - Giuseppe Angelo Maria Carron di San Tommaso, militare e politico italiano († 1796)
- 4 ottobre - Giovanni Maria Riminaldi, cardinale italiano († 1789)
- 6 ottobre - Durante Duranti, poeta italiano († 1780)
- 14 ottobre - Vito D'Anna, pittore italiano († 1769)
- 19 ottobre - Victor-François de Broglie, nobile e generale francese († 1804)

## Novembre(11)
- 3 novembre - Pasquale Acquaviva d'Aragona, cardinale italiano († 1788)
- 3 novembre - D'Hannetaire, attore teatrale e regista teatrale francese († 1780)
- 7 novembre - Giovanni Carsana, arcivescovo cattolico dalmata († 1800)
- 8 novembre - Joseph Alois Schmittbaur, compositore tedesco († 1809)
- 13 novembre - John Montagu, IV conte di Sandwich, nobile, militare e ammiraglio britannico († 1792)
- 18 novembre - Pierre-Jean Grosley, storico e scrittore francese († 1785)
- 21 novembre - Friedrich Wilhelm Marpurg, critico musicale, compositore e teorico della musica tedesco († 1795)
- 23 novembre - Antoine Darquier de Pellepoix, astronomo francese († 1802)
- 24 novembre - Asif ad-Dawlah Mir Ali Salabat Jang, principe indiano († 1763)
- 24 novembre - Lorenzo Gibelli, compositore italiano († 1812)
- 28 novembre - Hedvig Charlotta Nordenflycht, poetessa svedese († 1763)

## Dicembre(7)
- 2 dicembre - Giovanni Fantuzzi, storico, biografo e bibliografo italiano († 1799)
- 3 dicembre - Webb Seymour, X duca di Somerset, nobile britannico († 1793)
- 3 dicembre - Paolo Saverio di Zinno, scultore italiano († 1781)
- 18 dicembre - Anna Leopol'dovna Romanova, sovrana russa († 1746)
- 28 dicembre - James FitzJames, III duca di Berwick, nobiluomo spagnolo († 1785)
- 30 dicembre - Luisa di Lorena, nobildonna francese († 1788)
- 31 dicembre - Nicolas-Sylvestre Bergier, presbitero, teologo e scrittore francese († 1790)

## Senza giorno specificato(28)
- Christianus Carolus Henricus van der Aa, pastore protestante e teologo olandese († 1793)
- Maria Maddalena Baldacci, pittrice italiana († 1782)
- Giambattista Brustolon, incisore italiano († 1796)
- Agostino Carlini, scultore e pittore italiano († 1790)
- Jacopo Cestaro, pittore italiano († 1785)
- Diomiro Cignaroli, scultore italiano († 1803)
- Girolamo Dal Pozzo, architetto italiano († 1800)
- Christian Friedrich Exner, architetto tedesco († 1798)
- Jakob Gujer, agricoltore svizzero († 1785)
- István Hatvani, matematico ungherese († 1786)
- Giorgio IX d'Imerezia, re († 1778)
- Karai Senryū, poeta giapponese († 1790)
- Thomas Kitchin, cartografo, editore e incisore inglese († 1784)
- Philibert-Benoît de La Rue, pittore e incisore francese († 1780)
- Robert Livingston, avvocato e politico statunitense († 1775)
- Pierre-Joseph Macquer, chimico francese († 1784)
- Francesco Majani, attore teatrale italiano († 1778)
- Nano Nagle, religiosa irlandese († 1784)
- Nikita Ivanovič Panin, politico e diplomatico russo († 1783)
- Christian Pedersen Horrebow, astronomo danese († 1776)
- Johann Friedrich von Pfeiffer, economista tedesco († 1787)
- John Roebuck, inventore, chimico e medico inglese († 1794)
- Pietro Scalvini, pittore e decoratore italiano († 1792)
- Tun Abdul Majid di Pahang, sovrano malese († 1802)
- John Vardy, architetto inglese († 1765)
- Lawrence Washington, militare e politico statunitense († 1752)
- Mary Wortley-Montagu, nobile britannica († 1794)
- Juan José de Vértiz y Salcedo, politico spagnolo († 1798)